# Morbid
Morbid foi uma banda de black metal e death metal formada em 1986 na Suécia pelo músico sueco Per Yngve Ohlin, mais conhecido como Dead.
Mais tarde, Dead deixou a banda quando foi recrutado para o grupo norueguês Mayhem. Após o fim da banda, L-G Petrov e Uffe Cederlund formariam o Entombed.

## Biografia
Morbid foi formada na cidade de Estocolmo, Suécia, no final de 1986. Com Per Yngve "Dead" Ohlin como o fundador e mentor do grupo, eles tiveram uma porta giratória de membros antes de decidirem pela formação de John "John Lennart" Hagström e "TG" nas guitarras, Jens Näsström no baixo e Lars Göran Petrov na bateria. Quando "TG" deixou a banda, Ulf Cederlund assumiu. A banda então gravou sua demo de estreia, December Moon, no Thunderload Studios em Estocolmo em 5 e 6 de dezembro de 1987. Esta foi a única gravação com esta formação, quando Hagström saiu e Ohlin foi para a Noruega para se juntar à lendária banda de black metal Mayhem. O resto da banda tentou continuar, e trouxe o fotógrafo John Scarisbrick como um novo vocalista. Scarisbrick morava perto de um estúdio de gravação chamado Sunlight, que mais tarde ganharia alguma notoriedade nos círculos de death metal, gravando bandas como Entombed e Dismember. Foi lá que a banda gravou seu canto do cisne, outra demo intitulada The Last Supper, em setembro de 1988. A banda desapareceu quando Petrov e Cederlund começaram a banda Nihilist, que eventualmente se tornou o Entombed. Näsström mais tarde continuou nas bandas Contras e Skull.

## Legado
Embora o Morbid só tenha lançado oficialmente essas duas demos, elas ganharam um certo status após sua separação, provavelmente devido em parte aos esforços de Ohlin com o Mayhem. As gravações demo e várias faixas ao vivo e de ensaio foram posteriormente gravadas em vinil e CD, tanto em lançamentos oficiais quanto em bootleg. Após a saída de Ohlin e se mudou para Krakstad, ele foi substituído pelo ex-vocalista, John Scarisbrick. Não se sabe muito sobre John e sua saída do Morbid, já que a banda durou pouco e foi bastante desconhecida naquela época, mas o que sabemos atualmente é que John agora é um fotógrafo, ele colaborou na Europa, Suécia e até mesmo nos Estados Unidos.

## Integrantes

### Última formação
- Dr. Schitz  - baixo (1986-1988)
- Drutten (L-G Petrov) - bateria (1987-1988)
- Napoleon Pukes (Uffe Cederlund)  - guitarra (1987-1988)
- Zoran Jovanovic  - guitarra  (1988)
- Johan Scarisbrick  - vocal (1988)

### Outros membros
- Dead - vocal (1986-1988)
- Slator - baixo (1986)
- Gehenna - guitarra (1986-1988)
- Klacke - guitarra (1986-1987)
- TG - guitarra  (1987)

## Discografia

### Demos
- 1987 - Rehearsal
- 1987 - December Moon
- 1988 - Last Supper...

### EPs
- 2001 - Death Execution III
- 2001 - Ancient Morbidity

### Ao vivo
- 1988 - Live in Stockholm

### Compilações
- 1995 - Death Execution
- 2011 - Year Of The Goat